# Restauração dos Everglades

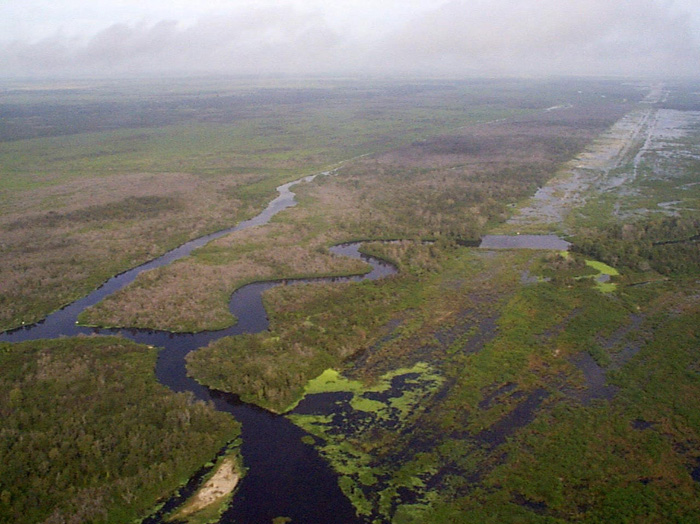
Uma porção do canal C-38, concluído em 1971, agora aterrado para restaurar a planície de inundação do rio Kissimmee a um estado mais natural

O esforço contínuo para reparar os danos infligidos durante o século XX aos Everglades, uma região de tropical pântanos no sul da Flórida, é a tentativa de reparação ambiental mais cara e abrangente da história. A degradação dos Everglades tornou-se uma questão nos Estados Unidos no início dos anos 1970, após uma proposta de construção de um aeroporto no pântano Big Cypress, a 6 milhas ao norte do Parque Nacional Everglades. Estudos indicaram que o aeroporto destruiria o ecossistema do sul da Flórida e do Parque Nacional Everglades. Após décadas de práticas destrutivas, agências estaduais e federais buscam equilibrar as necessidades do meio ambiente no sul da Flórida com os centros urbanos e agrícolas que cresceram rapidamente na região dos Everglades.
Em resposta às inundações causadas por furacões em 1947, o Projeto de Controle de Inundações da Flórida Central e do Sul [en] (C&SF) foi estabelecido para construir dispositivos de controle de inundações nos Everglades. O C&SF construiu 1.400 milhas (2.300 km) de canais e diques entre os anos 1950 e 1971 no sul da Flórida. Seu último empreendimento foi o canal C-38, que endireitou o rio Kissimmee e causou danos catastróficos aos habitats de animais, afetando negativamente a qualidade da água na região. O canal foi o primeiro projeto do C&SF a ser revertido, quando o canal de 22-milha (35 km) começou a ser aterrado, ou seja, preenchido com o material escavado dele, nos anos 1980.
Quando altos níveis de fósforo e mercúrio foram descobertos nos cursos d'água em 1986, a qualidade da água tornou-se um foco para as agências de gestão hídrica. Batalhas judiciais longas e custosas foram travadas entre várias entidades governamentais para determinar quem era responsável por monitorar e aplicar os padrões de qualidade da água. O governador Lawton Chiles [en] propôs um projeto de lei que determinava quais agências teriam essa responsabilidade e estabelecia prazos para a redução dos níveis de poluentes na água. Inicialmente, o projeto foi criticado por grupos de conservação por não ser rigoroso o suficiente com os poluidores, mas a Lei Everglades para Sempre [en] foi aprovada em 1994. Desde então, o Distrito de Gerenciamento de Água do Sul da Flórida [en] (SFWMD) e o Corpo de Engenharia do Exército dos Estados Unidos superaram as expectativas para alcançar níveis mais baixos de fósforo.
Uma comissão nomeada pelo governador Chiles publicou um relatório em 1995 afirmando que o sul da Flórida não conseguia sustentar seu crescimento, e que a deterioração do meio ambiente estava afetando negativamente a vida diária dos residentes. A queda ambiental foi prevista para prejudicar o turismo e os interesses comerciais se nenhuma medida fosse tomada para reverter as tendências atuais. Os resultados de um estudo de oito anos que avaliou o C&SF foram submetidos ao Congresso dos Estados Unidos em 1999. O relatório alertou que, sem ação, a região se deterioraria rapidamente. Uma estratégia chamada plano abrangente de restauração do Everglades [en] (CERP) foi promulgada para restaurar porções dos Everglades, do lago Okeechobee, do rio Caloosahatchee [en] e da baía da Flórida, desfazendo os danos dos últimos 50 anos. O plano levaria 30 anos e custaria US$ 7,8 bilhões para ser concluído. Embora o plano tenha sido transformado em lei em 2000, ele foi comprometido por problemas políticos e de financiamento.

## Contexto

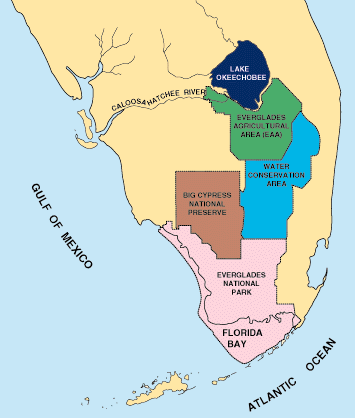
Compartimentos estabelecidos pelos projetos do C&SF que separaram os Everglades históricos em Áreas de Conservação de Água e a Área Agrícola dos Everglades. Um quarto dos Everglades originais está preservado no Parque Nacional Everglades.

Os Everglades fazem parte de uma grande bacia hidrográfica que começa nas proximidades de Orlando. O rio Kissimmee deságua no lago Okeechobee, um lago de 730-square-mile (1.900 km2) com uma profundidade média de 9 feet (2,7 m). Durante a estação chuvosa, quando o lago excede sua capacidade, a água sai em um rio muito largo e raso, com aproximadamente 100 milhas (160 km) de comprimento e 60 milhas (97 km) de largura. Esse fluxo largo e raso é conhecido como fluxo em lençol. O terreno inclina-se gradualmente em direção à baía da Flórida, o destino histórico da maior parte da água que deixa os Everglades. Antes das tentativas de drenagem, os Everglades abrangiam 4.000 square miles (10.000 km2), ocupando um terço da península da Flórida.
Desde o início do século XIX, os Everglades foram alvo de interesse para o desenvolvimento agrícola. A primeira tentativa de drenar os Everglades ocorreu em 1882, quando o desenvolvedor de terras da Pensilvânia, Hamilton Disston, construiu os primeiros canais. Embora essas tentativas tenham sido amplamente malsucedidas, a compra de terras por Disston estimulou o turismo e o desenvolvimento imobiliário no estado. As motivações políticas do governador Napoleon Bonaparte Broward resultaram em tentativas mais bem-sucedidas de construção de canais entre 1906 e 1920. Pântanos recém-recuperados foram usados para cultivar cana-de-açúcar e vegetais, enquanto o desenvolvimento urbano começou nos Everglades.
O Furacão de Miami de 1926 [en] e o Furacão de Okeechobee de 1928 causaram devastação generalizada e inundações, o que levou o Corpo de Engenharia do Exército a construir um dique ao redor do lago Okeechobee. O muro de quatro andares cortou a água dos Everglades. As inundações de furacões em 1947 motivaram o Congresso dos EUA a estabelecer o Projeto de Controle de Inundações da Flórida Central e do Sul (C&SF), responsável por construir 1.400 milhas (2.300 km) de canais e diques, centenas de estações de bombeamento e outros dispositivos de controle de água. O C&SF estabeleceu Áreas de Conservação de Água (WCAs) em 37% dos Everglades originais, que funcionavam como reservatórios fornecendo água excedente para a área metropolitana do sul da Flórida, ou descarregando-a no Oceano Atlântico ou no Golfo do México. O C&SF também estabeleceu a Área Agrícola dos Everglades (EAA), que cultiva a maior parte das safras de cana-de-açúcar dos Estados Unidos. Quando a EAA foi criada, ela abrangia aproximadamente 27% dos Everglades originais.
Na década de 1960, o desenvolvimento urbano e o uso agrícola reduziram consideravelmente o tamanho dos Everglades. Os 25% restantes dos Everglades em seu estado original estão protegidos no Parque Nacional Everglades, mas o parque foi estabelecido antes do C&SF, e dependia das ações do C&SF para liberar água. À medida que Miami e outras áreas metropolitanas começaram a invadir os Everglades na década de 1960, batalhas políticas ocorreram entre a gestão do parque e o C&SF, quando a água insuficiente no parque desequilibrou os ecossistemas. Fertilizantes usados na EAA começaram a alterar o solo e a hidrologia no Parque Nacional Everglades, causando a proliferação de espécies de plantas exóticas. Uma proposta para construir um grande aeroporto no pântano Big Cypress em 1969 trouxe atenção para os sistemas naturais degradados dos Everglades. Pela primeira vez, os Everglades tornaram-se um tema de conservação ambiental.

## Everglades como prioridade
A proteção ambiental tornou-se uma prioridade nacional nos anos 1970. A revista Time declarou-a a Questão do Ano em janeiro de 1971, relatando que era considerada pelos americanos o "problema mais sério enfrentado por sua comunidade — bem à frente de crimes, drogas e escolas precárias". Quando o sul da Flórida enfrentou uma seca severa de 1970 a 1975, com Miami recebendo apenas 33 inches (840 mm) de chuva em 1971 — 22 inches (560 mm) abaixo da média — a atenção da mídia se voltou para os Everglades. Com a ajuda do assessor do governador Nathaniel Reed e do biólogo do Serviço de Pesca e Vida Selvagem dos Estados Unidos, Arthur R. Marshall [en], os políticos começaram a agir. O governador Reubin Askew [en] implementou a Lei de Conservação de Terras em 1972, permitindo ao estado usar títulos aprovados por eleitores no valor de US$ 240 milhões para comprar terras consideradas ambientalmente únicas e insubstituíveis. Desde então, a Flórida adquiriu mais terras para uso público do que qualquer outro estado. Em 1972, o presidente Richard Nixon declarou o pântano Big Cypress — o local planejado para o aeroporto de Miami em 1969 — como área protegida federalmente. A Reserva Nacional Big Cypress foi criada em 1974, assim como a Reserva Estadual Fakahatchee Strand [en], no mesmo ano.
Em 1976, o Parque Nacional Everglades foi declarado uma Reserva da Biosfera Internacional pela UNESCO, que também o listou como Patrimônio Mundial em 1979. A Convenção de Ramsar designou os Everglades como um Pântano de Importância Internacional em 1987. Apenas três locais na Terra aparecem nas três listas: o Parque Nacional Everglades, o Lago Ichkeul [en] na Tunísia e o Lago Srebarna na Bulgária.

### Rio Kissimmee
Na década de 1960, o C&SF passou por maior escrutínio de supervisores governamentais e grupos de conservação. Críticos sustentavam que seu tamanho era comparável aos projetos de construção de barragens da Autoridade do Vale do Tennessee durante a Grande Depressão, e que os custos de construção atingiram bilhões de dólares sem uma resolução ou plano aparente. Os projetos do C&SF foram caracterizados como parte de ciclos de "crise e resposta" que "ignoraram as consequências para o sistema completo, assumiram certeza do futuro e conseguiram resolver a crise momentânea, mas criaram condições que exageram crises futuras". O último projeto, a construção de um canal para endireitar a planície de inundação sinuosa do rio Kissimmee, que historicamente alimentava o lago Okeechobee, que por sua vez alimentava os Everglades, começou em 1962. Marjory Stoneman Douglas escreveu mais tarde que os projetos do C&SF eram uma "estupidez inter-relacionada", coroada pelo canal C-38. Projetado para substituir um rio sinuoso de 90-milha (140 km) por um canal de 52-milha (84 km), o canal foi concluído em 1971 e custou US$ 29 milhões. Ele substituiu aproximadamente 45.000 acres (180 km2) de pântano por lagos de retenção, barragens e vegetação. A perda de habitat causou uma drástica redução de aves aquáticas, aves pernaltas e peixes de caça. As planícies de inundação recuperadas foram tomadas pela agricultura, trazendo fertilizantes e inseticidas que foram levados para o lago Okeechobee. Mesmo antes de o canal ser concluído, organizações de conservação e grupos de pesca e caça esportiva pediam a restauração do rio Kissimmee.

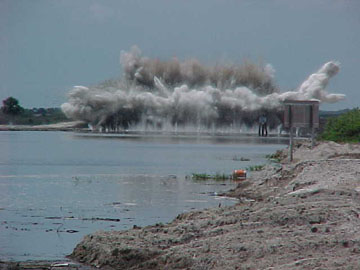
Estrutura 65B no rio Kissimmee é destruída pelo Corpo de Engenharia em 2000 para restaurar o fluxo natural do rio.

Arthur R. Marshall liderou os esforços para desfazer o dano. Segundo Douglas, Marshall conseguiu retratar os Everglades, desde a Cadeia de Lagos Kissimmee até a baía da Flórida — incluindo a atmosfera, o clima e o calcário — como um único organismo. Em vez de permanecerem no domínio de organizações de conservação, a causa da restauração dos Everglades tornou-se uma prioridade para políticos. Douglas observou: "Marshall realizou a extraordinária magia de tirar os Everglades da categoria de corações sensíveis para sempre". Com a insistência de Marshall, o recém-eleito governador Bob Graham [en] anunciou a formação da campanha "Salve Nossos Everglades" em 1983, e em 1985 Graham levantou a primeira pá de aterro para uma porção do canal C-38. Em um ano, a área foi coberta com água, retornando ao seu estado original. Graham declarou que, até o ano 2000, os Everglades se assemelhariam ao seu estado pré-drenagem o máximo possível. O Projeto de Restauração do Rio Kissimmee foi aprovado pelo Congresso na Lei de Desenvolvimento de Recursos Hídricos de 1992 [en]. O projeto foi estimado em US$ 578 milhões para converter apenas 22 milhas (35 km) do canal; o custo foi projetado para ser dividido entre o estado da Flórida e o governo dos EUA, com o estado sendo responsável pela compra de terras a serem restauradas. Um gerente de projeto do Corpo de Engenheiros do Exército explicou em 2002: "O que estamos fazendo nesta escala será levado a uma escala maior quando fizermos a restauração dos Everglades". O projeto foi concluído em julho de 2021. Ao todo, cerca de 44 milhas (71 km) do rio Kissimmee foram restaurados, além de 20.000 acres de pântanos.

## Qualidade da água

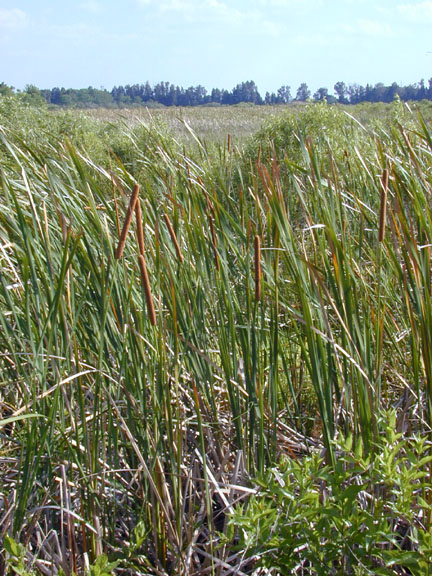
Taboas indicam a presença de fósforo na água. Taboas são uma espécie invasora; elas expulsam a capim-navalha e crescem densamente, impedindo a nidificação de aves e jacarés.

A atenção à qualidade da água no sul da Flórida intensificou-se em 1986, quando uma floração de algas generalizada ocorreu em um quinto do lago Okeechobee. Descobriu-se que a floração resultava de fertilizantes da Área Agrícola dos Everglades. Embora as leis de 1979 determinassem que os produtos químicos usados na EAA não deveriam ser despejados no lago, eles eram levados para os canais que alimentavam as Áreas de Conservação de Água dos Everglades, e eventualmente bombeados para o lago. Microbiologistas descobriram que, embora o fósforo auxilie o crescimento de plantas, ele destrói o perifíton, um dos blocos fundamentais de margas nos Everglades. O marl é um dos dois tipos de solo dos Everglades, junto com o turfa; ele é encontrado onde partes dos Everglades são inundadas por períodos mais curtos, à medida que camadas de perifíton secam. A maioria dos compostos de fósforo também elimina o oxigênio dissolvido da turfa e promove o crescimento de algas, causando a morte de invertebrados nativos e a substituição do capim-navalha por taboas invasoras, que crescem altas e densas demais para permitir a nidificação de aves e jacarés.
As tentativas de corrigir os níveis de fósforo nos Everglades enfrentaram resistência. A indústria de cana-de-açúcar, dominada por duas empresas, U.S. Sugar [en] e Flo-Sun [en], era responsável por mais da metade da safra na EAA. Elas eram bem representadas nos governos estadual e federal por lobistas que protegiam entusiasticamente seus interesses. Segundo a Sociedade Audubon, a indústria do açúcar, apelidada de "Big Sugar", doava mais dinheiro para partidos políticos e candidatos do que a General Motors. A indústria do açúcar tentou bloquear estudos financiados pelo governo sobre a água poluída, e quando o procurador federal em Miami responsabilizou a indústria do açúcar em uma ação judicial para proteger o Parque Nacional Everglades, o Big Sugar tentou retirar a ação e demitir o procurador. Uma batalha judicial custosa ocorreu de 1988 a 1992 entre o Estado da Flórida, o governo dos EUA e a indústria do açúcar para resolver quem era responsável pelos padrões de qualidade da água, a manutenção do Parque Nacional Everglades e do Refúgio Nacional de Vida Selvagem Arthur R. Marshall Loxahatchee [en].
Outra preocupação com a qualidade da água surgiu quando mercúrio foi descoberto em peixes durante a década de 1980. Como o mercúrio é prejudicial aos humanos, avisos foram emitidos para pescadores, alertando contra o consumo de peixes capturados no sul da Flórida, e cientistas ficaram alarmados quando uma pantera-da-flórida foi encontrada morta perto do Shark River Slough com níveis de mercúrio altos o suficiente para serem fatais para humanos. Quando ingerido, o mercúrio afeta adversamente o sistema nervoso central, podendo causar danos cerebrais e defeitos congênitos. Estudos de níveis de mercúrio descobriram que ele é bioacumulado através da cadeia alimentar: animais mais baixos na cadeia têm quantidades reduzidas, mas à medida que animais maiores os consomem, a quantidade de mercúrio é multiplicada. A dieta da pantera morta consistia em pequenos animais, incluindo guaxinins e filhotes de jacarés. A fonte do mercúrio foram incineradores de resíduos e usinas de combustível fóssil que expeliam o elemento na atmosfera, que precipitava com a chuva ou, na estação seca, com poeira. Bactérias naturais nos Everglades, que funcionam para reduzir o enxofre, também transformam depósitos de mercúrio em metil mercúrio. Esse processo foi mais dramático em áreas onde as inundações não eram tão prevalentes. Devido às normas de emissão dos EUA [en] que reduziram as emissões de usinas e incineradores, os níveis de mercúrio encontrados em animais maiores diminuíram: aproximadamente 60% em peixes e 70% em aves, embora alguns níveis ainda sejam uma preocupação para a saúde humana.

### LeiEverglades para Sempre

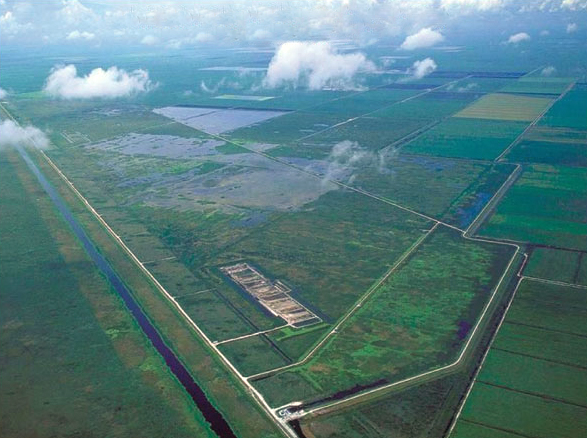
Vista aérea das áreas de tratamento de águas pluviais no norte dos Everglades, ladeadas por campos de cana-de-açúcar à direita

Em uma tentativa de resolver o impasse político sobre a qualidade da água, o governador Lawton Chiles [en] apresentou um projeto de lei em 1994 para limpar a água dentro da EAA que estava sendo liberada para os Everglades inferiores. O projeto afirmava que o "ecossistema dos Everglades deve ser restaurado tanto em termos de qualidade quanto de quantidade de água e deve ser preservado e protegido de maneira duradoura e abrangente". Ele garantiu que o Departamento de Proteção Ambiental da Flórida [en] (DEP) e o SFWMD seriam responsáveis por pesquisar a qualidade da água, aplicar melhorias no fornecimento de água, controlar espécies exóticas e coletar impostos, com o objetivo de reduzir os níveis de fósforo na região. O projeto permitiu a compra de terras onde os poluentes seriam enviados para "tratar e melhorar a qualidade das águas provenientes da EAA".
Críticos do projeto argumentaram que o prazo para atender aos padrões foi desnecessariamente adiado até 2006 — um período de 12 anos — para impor uma melhor qualidade da água. Eles também sustentaram que o projeto não obrigava os agricultores de cana-de-açúcar, os principais poluidores, a pagar o suficiente pelos custos, e aumentava o limite do que era uma quantidade aceitável de fósforo na água de 10 ppb para 50 ppb. O governador Chiles inicialmente nomeou o projeto como Lei Marjory Stoneman Douglas, mas Douglas ficou tão insatisfeita com as ações contra os poluidores que escreveu a Chiles exigindo que seu nome fosse retirado. Apesar das críticas, a legislatura da Flórida aprovou a Lei em 1994. O SFWMD afirmou que suas ações superaram as expectativas antes do previsto, criando Áreas de Tratamento de Águas Pluviais (STAs) dentro da EAA que contêm uma substância à base de cálcio, como rocha calcária, em camadas entre turfa e preenchidas com perifíton calcário. Testes iniciais pelo Corpo de Engenheiros do Exército revelaram que esse método reduziu os níveis de fósforo de 80 ppb para 10 ppb.

## Preocupações com a vida selvagem
A invasão de áreas urbanas em ambientes selvagens teve um impacto substancial na vida selvagem, e várias espécies de animais são consideradas ameaçadas na região dos Everglades. Um animal que se beneficiou da proteção de espécies ameaçadas é o jacaré-americano (Alligator mississippiensis), cujas tocas oferecem refúgio para outros animais, muitas vezes permitindo que várias espécies sobrevivam durante períodos de seca. Antes abundante nos Everglades, o jacaré foi listado como espécie ameaçada em 1967, mas um esforço conjunto de organizações federais e estaduais, aliado à proibição da caça de jacarés, permitiu sua recuperação; ele foi declarado totalmente recuperado em 1987 e não é mais uma espécie ameaçada. No entanto, os territórios e a massa corporal média dos jacarés foram encontrados geralmente menores do que no passado, e, com a redução das populações, seu papel durante secas tornou-se limitado.
O crocodilo-americano (Crocodylus acutus) também é nativo da região e foi designado como ameaçado desde 1975. Diferentemente de seus parentes, os jacarés, os crocodilos tendem a prosperar em habitats de água salobra ou salgada, como costas estuarinas ou marinhas. Sua maior ameaça é a perturbação por seres humanos. O contato excessivo com humanos faz com que as fêmeas abandonem seus ninhos, e os machos, em particular, são frequentemente vítimas de colisões com veículos ao vagarem por grandes territórios e tentarem atravessar a U.S. 1 e a Card Sound Road nas Florida Keys. Estima-se que existam de 500 a 1.000 crocodilos no sul da Flórida.

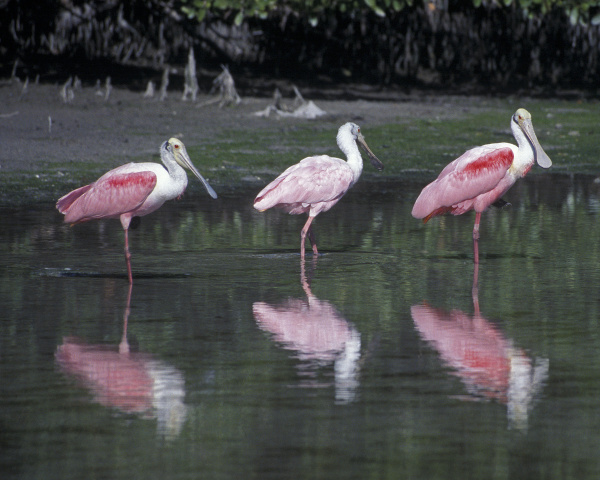
Os colhereiros rosados, junto com outras aves pernaltas, diminuíram em 90% desde as décadas de 1930 e 1940.

O animal mais criticamente ameaçado da região dos Everglades é a pantera-da-flórida (Puma concolor coryi), uma espécie que já habitou todo o sudeste dos Estados Unidos: havia apenas 25–30 indivíduos na natureza em 1995. A pantera é mais ameaçada pela invasão urbana, pois os machos requerem aproximadamente 200 square miles (520 km2) para territórios de reprodução. Um macho e de duas a cinco fêmeas podem viver dentro desse alcance. Quando o habitat é perdido, as panteras lutam por território. Após colisões com veículos, a segunda causa mais frequente de morte para panteras é a agressão intraespecífica. Na década de 1990, a expansão urbana afastou as panteras do sudoeste da Flórida, à medida que Naples e Fort Myers começaram a se expandir para os Everglades ocidentais e o pântano Big Cypress. Agências como o Corpo de Engenheiros do Exército e o Serviço de Pesca e Vida Selvagem dos EUA eram responsáveis por manter a Lei da Água Limpa [en] e a Lei de Espécies Ameaçadas, mas ainda assim aprovaram 99% de todas as licenças para construção em pântanos e territórios de panteras. A limitada diversidade genética também é um perigo. Biólogos introduziram oito fêmeas de puma do Texas (Puma concolor) em 1995 para diversificar os genes, e há entre 80 e 120 panteras na natureza Desde 2008.
Talvez a perda mais dramática de qualquer grupo de animais tenha ocorrido com as aves limícolas. Seus números foram estimados por relatos de testemunhas em cerca de 2,5 milhões no final do século XIX. No entanto, garças-brancas (Egretta thula), colhereiros rosados (Platalea ajaja) e garças-vermelhas (Egretta rufescens [en]) foram caçados até quase a extinção por suas penas coloridas, usadas em chapéus femininos. Após cerca de 1920, quando a moda passou, seus números voltaram na década de 1930, mas ao longo dos próximos 50 anos, as ações do C&SF perturbaram ainda mais as populações. Quando os canais foram construídos, o fluxo natural de água foi restringido das florestas de manguezais perto da costa da baía da Flórida. De uma estação chuvosa para a próxima, os peixes não conseguiam alcançar locais tradicionais para se reproduzir quando a água era retida pelo C&SF. As aves foram forçadas a voar mais longe de seus ninhos para buscar alimento. Na década de 1970, o número de aves havia diminuído 90%. Muitas aves se mudaram para colônias menores nas Áreas de Conservação de Água (WCAs) para ficarem mais próximas de uma fonte de alimento, tornando-as mais difíceis de contar. Ainda assim, permanecem significativamente menos numerosas do que antes da construção dos canais.

### Espécies invasoras
Cerca de 6 milhões de pessoas mudaram-se para o sul da Flórida entre 1940 e 1965. Com mil pessoas se mudando para Miami a cada semana, o desenvolvimento urbano quadruplicou. Com o rápido crescimento da população humana, o problema de espécies exóticas de plantas e animais também aumentou. Muitas espécies de plantas foram trazidas para o sul da Flórida da Ásia, América Central ou Austrália como paisagismo decorativo. Animais exóticos importados pelo comércio de animais de estimação escaparam ou foram liberados. Controles biológicos que mantêm as espécies invasoras menores e menos numerosas em suas terras nativas muitas vezes não existem nos Everglades, e elas competem com espécies nativas por alimento e espaço. Entre as espécies de plantas importadas, as árvores de melaleuca (Melaleuca quinquenervia) causaram os maiores problemas. As melaleucas crescem, em média, 100 feet (30 m) nos Everglades, em comparação com 25 to 60 feet (7,6 to 18,3 m) em sua Austrália natal. Elas foram trazidas para o sul da Flórida como quebra-ventos e semeadas deliberadamente em áreas pantanosas porque absorvem grandes quantidades de água. Em uma região moldada regularmente por fogo, as melaleucas são resistentes ao fogo, e suas sementes são espalhadas mais eficientemente pelo fogo. São densas demais para que aves pernaltas de grandes envergaduras façam ninhos, e elas sufocam a vegetação nativa. Os custos de controle das melaleucas ultrapassaram US$ 2 milhões em 1998 no Parque Nacional Everglades. Na Reserva Nacional Big Cypress, as melaleucas cobriam 186 square miles (480 km2) em sua maior extensão na década de 1990.

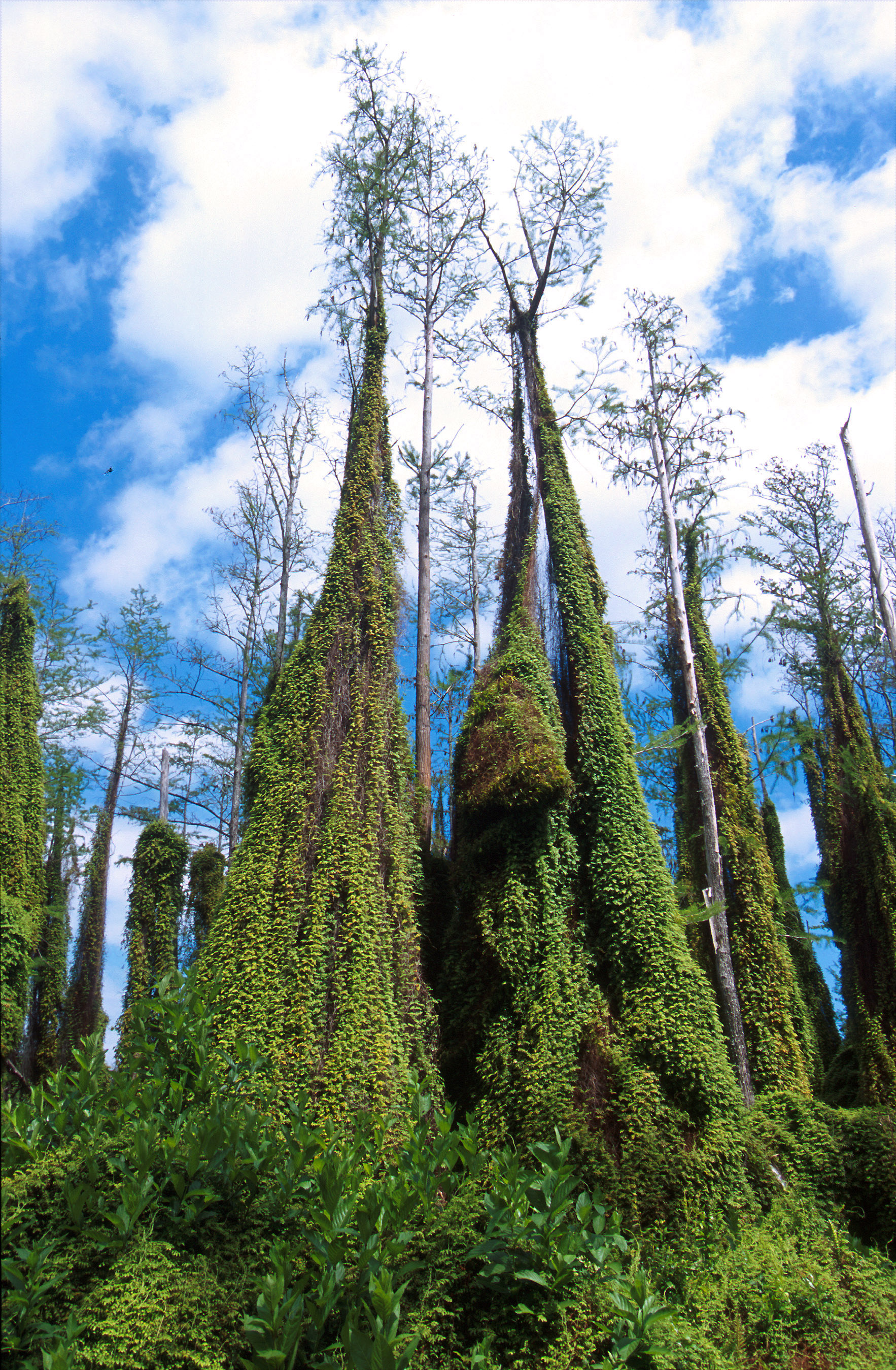
Samambaias trepadeiras samambaia tomam ciprestes nos Everglades. As samambaias funcionam como "escadas de fogo" que podem destruir árvores que, de outra forma, sobreviveriam a incêndios.

O pimenteiro-brasileiro (Schinus terebinthifolius) foi trazido para o sul da Flórida como arbusto ornamental e foi disperso pelas fezes de aves e outros animais que comiam suas bagas vermelhas brilhantes. Ele prospera em terras agrícolas abandonadas, crescendo em florestas densas demais para que aves pernaltas façam ninhos, semelhante às melaleucas. Cresce rapidamente, especialmente após furacões, e invadiu florestas de pinheiros. Após o Furacão Andrew, cientistas e voluntários limparam as florestas de pinheiros danificadas do pimenteiro-brasileiro para que as árvores nativas pudessem retornar ao seu estado natural.
A espécie que causa o maior obstáculo à restauração é a samambaia trepadeira do velho mundo (Lygodium microphyllum [en]), introduzida em 1965. A samambaia cresce rapidamente e densamente no solo, dificultando a passagem de animais terrestres, como ursos-negros e panteras. As samambaias também crescem como trepadeiras nas partes mais altas das árvores, e os incêndios escalam as samambaias em "escadas de fogo", queimando porções das árvores que não são naturalmente resistentes ao fogo.
Várias espécies de animais foram introduzidas nos cursos d'água dos Everglades. Muitos peixes tropicais são liberados, sendo o mais prejudicial a tilápia azul (Oreochromis aureus [en]), que constrói grandes ninhos em águas rasas. As tilápias também consomem vegetação que normalmente seria usada por peixes nativos jovens para cobertura e proteção.
Répteis têm uma afinidade particular pelo ecossistema do sul da Flórida. Praticamente todos os lagartos encontrados nos Everglades foram introduzidos, como o anolis marrom (Anolis sagrei) e a lagartixa tropical doméstica (Hemidactylus mabouia). A iguana verde herbívora (Iguana iguana) pode se reproduzir rapidamente em habitats selvagens. No entanto, o réptil que ganhou atenção da mídia por seu tamanho e potencial para prejudicar crianças e animais domésticos é a píton birmanesa (Python bivittatus), que se espalhou rapidamente pela área. A píton pode crescer até 20 feet (6,1 m) de comprimento e compete com os jacarés pelo topo da cadeia alimentar.
Embora aves exóticas, como papagaios e periquitos, também sejam encontradas nos Everglades, seu impacto é insignificante. Por outro lado, talvez o animal que cause o maior dano à vida selvagem nativa seja o gato doméstico ou feral. Nos EUA, os gatos são responsáveis por aproximadamente um bilhão de mortes de aves anualmente. Estima-se que existam 640 gatos por milha quadrada; gatos vivendo em áreas suburbanas têm efeitos devastadores sobre aves migratórias e coelhos de pântano.

### Base da Força Aérea de Homestead
O Furacão Andrew atingiu Miami em 1992, causando danos catastróficos à base da Força Aérea de Homestead [en] em Homestead. Um plano para revitalizar a propriedade em 1993 e convertê-la em um aeroporto comercial foi recebido com entusiasmo por entidades municipais e comerciais locais, que esperavam recuperar US$ 480 milhões e 11.000 empregos perdidos na comunidade local devido à destruição e subsequente fechamento da base. Em 31 de março de 1994, a base foi designada como uma base de reserva, funcionando apenas em tempo parcial. Um estudo ambiental superficial realizado pela Força Aérea foi considerado insuficiente por grupos de conservação locais, que ameaçaram processar para interromper a aquisição quando foram projetados 650 voos por dia. Os grupos também estavam alarmados em 1990 pela inclusão da Base da Força Aérea de Homestead em uma lista das propriedades mais poluídas do governo dos EUA. Suas preocupações também incluíam o ruído e as inevitáveis colisões com aves que usam as florestas de manguezais como colônias de reprodução. A base da Força Aérea está localizada entre o Parque Nacional Everglades e o Parque Nacional de Biscayne, o que lhe dá o potencial de causar danos a ambos. Em 2000, o Secretário do Interior Bruce Babbitt e o diretor da Agência de Proteção Ambiental dos EUA expressaram oposição ao projeto, apesar de outras agências da Administração Clinton terem trabalhado anteriormente para garantir que a base fosse transferida rapidamente e sem problemas para agências locais como "um modelo de descarte de base".

## Plano de Restauração Abrangente dos Everglades

### Sul da Flórida Sustentável
Apesar dos sucessos da Lei dos Everglades para Sempre e da redução dos níveis de mercúrio, o foco nos Everglades intensificou-se na década de 1990, à medida que a qualidade de vida nas áreas metropolitanas do sul da Flórida diminuiu. Tornava-se claro que as populações urbanas consumiam níveis cada vez mais insustentáveis de recursos naturais. Um relatório intitulado "Comissão do Governador para um Sul da Flórida Sustentável", apresentado a Lawton Chiles em 1995, identificou os problemas enfrentados pelos governos estadual e municipal. O relatório observou que a degradação da qualidade natural dos Everglades, da baía da Flórida e de outros corpos d'água no sul da Flórida causaria uma diminuição significativa no turismo (12.000 empregos e US$ 200 milhões anualmente) e na renda de pescarias comerciais comprometidas (3.300 empregos e US$ 52 milhões anualmente). O relatório destacou que os abusos e negligências ambientais do passado levaram a região a um "momento crítico" onde os habitantes do sul da Flórida enfrentavam riscos à saúde devido à poluição do ar e da água; além disso, condições urbanas lotadas e inseguras prejudicavam a reputação do estado. Observou que, embora a população tenha aumentado 90% nas últimas duas décadas, os veículos registrados cresceram 166%. Sobre a qualidade e disponibilidade de água, o relatório afirmou: "[As] frequentes escassezes de água ... criam a ironia de um sistema natural morrendo de sede em um ambiente subtropical com mais de 53 polegadas de chuva por ano".
A restauração dos Everglades, no entanto, tornou-se brevemente uma causa bipartidária na política nacional. Um imposto controverso de um centavo por libra (2 centavos/kg) sobre o açúcar foi proposto para financiar algumas das mudanças necessárias para ajudar a reduzir o fósforo e fazer outras melhorias na água. Os eleitores estaduais foram solicitados a apoiar o imposto, e os ambientalistas gastaram US$ 15 milhões para promover a questão. Lobistas do açúcar responderam com US$ 24 milhões em publicidade para desencorajá-lo e conseguiram; tornou-se a questão de votação mais cara da história do estado. Como a restauração poderia ser financiada tornou-se um campo de batalha político e parecia estagnar sem resolução. No entanto, no ano eleitoral de 1996, o senador Republicano Bob Dole propôs que o Congresso desse ao Estado da Flórida US$ 200 milhões para adquirir terras para os Everglades. O vice-presidente Democrata Al Gore prometeu que o governo federal compraria 100.000 acres (400 km2) de terras na EAA para destiná-las à restauração. As negociações reduziram o número para 50.000 acres (200 km2), mas os gestos de Dole e Gore foram aprovados pelo Congresso.

### Reestudo do Projeto da Flórida Central e do Sul

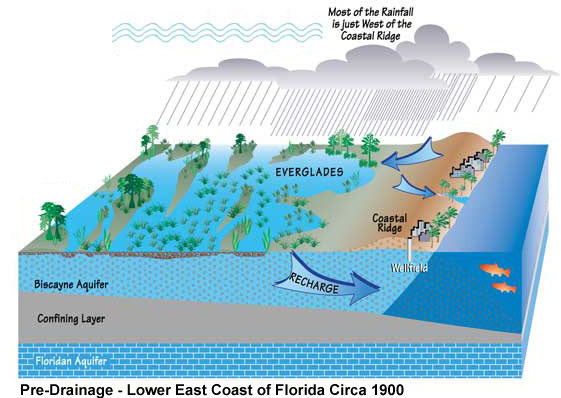
Drenagem natural de água antes do desenvolvimento no sul da Flórida, por volta de 1900.

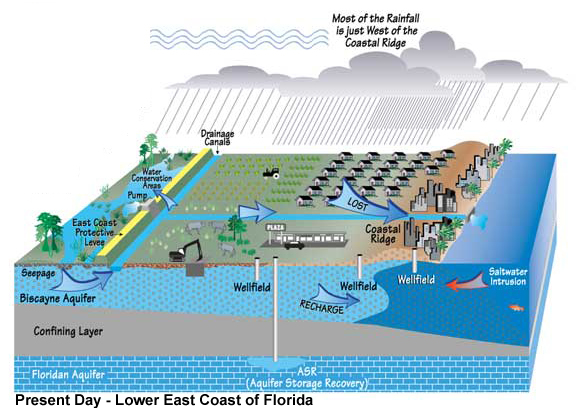
Padrões atuais de drenagem de água no sul da Flórida em 2005.

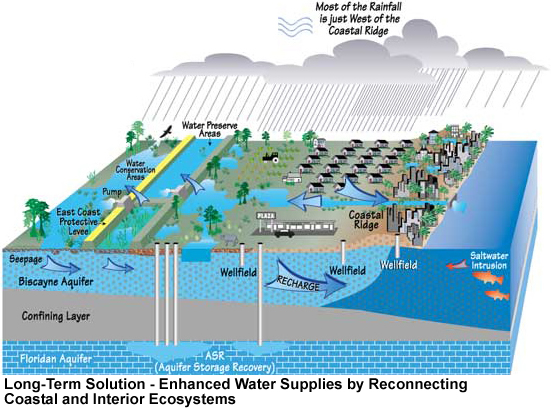
Implementação planejada de recuperação e armazenamento de água usando estratégias do CERP.

Como parte da Lei de Desenvolvimento de Recursos Hídricos de 1992, o Congresso autorizou uma avaliação da eficácia do Projeto de Controle de Inundações da Flórida Central e do Sul. Um relatório conhecido como "Reestudo", elaborado pelo Corpo de Engenheiros do Exército dos EUA e pelo Distrito de Gestão de Águas do Sul da Flórida, foi submetido ao Congresso em 1999. Ele citou indicadores de danos ao sistema: uma redução de 50% dos Everglades originais, armazenamento de água diminuído, liberação de água em momentos prejudiciais, uma diminuição de 85 a 90% nas populações de aves pernaltas nos últimos 50 anos e o declínio da produção de pescarias comerciais. Corpos d'água, incluindo o lago Okeechobee, o rio Caloosahatchee [en], o estuário St. Lucie [en], a Lagoa Lake Worth [en], a baía  Biscayne, a baía da Flórida e os Everglades, refletiam mudanças drásticas nos níveis de água, hipersalinidade e alterações dramáticas nos ecossistemas marinhos e de água doce. O Reestudo observou que o declínio geral na qualidade da água nos últimos 50 anos foi causado pela perda de pântanos que atuam como filtros para água poluída. Ele previu que, sem intervenção, todo o ecossistema do sul da Flórida se deterioraria. Os canais levavam aproximadamente 170 bilhão galãos (640 Gl) de água para o Oceano Atlântico ou o Golfo do México diariamente, não deixando oportunidade para armazenamento de água, embora as inundações ainda fossem um problema. Sem mudanças no sistema atual, o Reestudo previu que restrições de água [en] seriam necessárias a cada dois anos, e anualmente em alguns locais. Ele também alertou que revisar algumas partes do projeto sem dedicar esforços a um plano abrangente seria insuficiente e provavelmente prejudicial.
Após avaliar dez planos, o Reestudo recomendou uma estratégia abrangente que custaria US$ 7,8 bilhões ao longo de 20 anos. O plano aconselhou as seguintes ações:
- Criar reservatórios de armazenamento de água superficial para capturar 1.500.000 acre feet (1,9 km3) de água em vários locais, ocupando 181.300 acres (734 km2).[69]
- Criar áreas de preservação de água entre Miami-Dade e Palm Beach e os Everglades orientais para tratar a água de escoamento.[69]
- Gerenciar o lago Okeechobee como um recurso ecológico para evitar a elevação e queda drásticas dos níveis de água no lago, que são prejudiciais à vida vegetal e animal aquática e perturbam os sedimentos do lago.[69]
- Melhorar a entrega de água aos estuários para reduzir a descarga rápida de água excedente para os estuários Caloosahatchee e St. Lucie, que desequilibram os nutrientes e causam lesões em peixes. A descarga de águas pluviais seria enviada para reservatórios.[70]
- Aumentar o armazenamento de água subterrânea para reter 16 bilhão galãos (61 Gl) por dia em poços ou reservatórios no Aquífero Floridan [en], para uso posterior em períodos secos, em um método chamado Armazenamento e Recuperação de Aquíferos (ASR).[70]
- Construir pântanos de tratamento como Áreas de Tratamento de Águas Pluviais em 35.600 acres (144 km2), que reduziriam a quantidade de poluentes no meio ambiente.[70]
- Melhorar as entregas de água aos Everglades, aumentando-as em aproximadamente 26% para o Shark River Slough.[70]
- Remover barreiras ao fluxo em lençol destruindo ou removendo 240 milhas (390 km) de canais e diques, especificamente removendo o Canal de Miami e reconstruindo a Tamiami Trail de uma rodovia para bueiros e pontes para permitir que o fluxo em lençol retorne a uma taxa mais natural de fluxo de água para o Parque Nacional Everglades.[71]
- Armazenar água em pedreiras e reutilizar águas residuais utilizando pedreiras existentes para abastecer a área metropolitana do sul da Flórida, bem como a baía da Flórida e os Everglades. Construir duas estações de tratamento de águas residuais capazes de descarregar 22 bilhão galãos (83 Gl) por dia para recarregar o aquífero Biscayne [en].[71]

A implementação de todas as ações recomendadas, segundo o relatório, "resultaria na recuperação de ecossistemas saudáveis e sustentáveis em todo o sul da Flórida". O relatório admitiu que não tinha todas as respostas, embora nenhum plano pudesse. No entanto, previu que restauraria as "características definidoras essenciais dos pântanos pré-drenagem em grandes porções do sistema restante", que as populações de todos os animais aumentariam e os padrões de distribuição animal retornariam aos seus estados naturais. Críticos expressaram preocupação com algumas tecnologias não testadas; os cientistas não tinham certeza se as pedreiras armazenariam tanta água quanto sugerido, e se a água abrigaria bactérias nocivas das pedreiras. Sobrecarregar os aquíferos era outra preocupação — era uma técnica que não havia sido tentada anteriormente.

Embora otimista, o Reestudo observou: 
É importante entender que os Everglades 'restaurados' do futuro serão diferentes de qualquer versão dos Everglades que existiu no passado. Embora certamente seja muito superior ao ecossistema atual, não corresponderá completamente ao sistema pré-drenagem. Isso não é possível, devido às mudanças físicas irreversíveis feitas no ecossistema. Será um Everglades menor e um tanto diferente do ecossistema histórico. Mas será um Everglades restaurado com sucesso, porque terá recuperado os padrões hidrológicos e biológicos que definiram os Everglades originais e o tornaram único entre os sistemas de pântanos do mundo. Tornar-se-á um lugar que reacende a selvageria e a riqueza dos antigos Everglades.
O relatório foi o resultado de muitas agências cooperantes que frequentemente tinham objetivos conflitantes. Um rascunho inicial foi submetido à gestão do Parque Nacional Everglades, que afirmou que não seria liberada água suficiente para o parque rapidamente — a prioridade era dada à entrega de água para áreas urbanas. Quando ameaçaram não apoiar o plano, ele foi reescrito para fornecer mais água ao parque. No entanto, os indígenas Micosuques têm uma reserva entre o parque e os dispositivos de controle de água, e ameaçaram processar para garantir que suas terras tribais e um cassino de US$ 50 milhões não fossem inundados. Outros interesses especiais também estavam preocupados que empresas e residentes teriam prioridade secundária após a natureza. Os Everglades, no entanto, provaram ser uma causa bipartidária. O Plano de Restauração Abrangente dos Everglades (CERP) foi autorizado pela Lei de Desenvolvimento de Recursos Hídricos de 2000 [en] e assinado como lei pelo presidente Bill Clinton em 11 de dezembro de 2000. Ele aprovou o uso imediato de US$ 1,3 bilhão para implementação, a ser dividido pelo governo federal e outras fontes.

### Implementação
O Estado da Flórida relata que gastou mais de US$ 2 bilhões nos vários projetos desde que o CERP foi assinado. Mais de 36.000 acres (150 km2) de Áreas de Tratamento de Águas Pluviais (STA) foram construídas para filtrar 2.500 short tons (2.300 t) de fósforo das águas dos Everglades. Uma STA cobrindo 17.000 acres (69 km2) foi construída em 2004, tornando-se o maior projeto de restauração ambiental do mundo. Cinquenta e cinco por cento das terras necessárias para a restauração, totalizando 210.167 acres (850,5 km2), foram compradas pelo Estado da Flórida. Um plano chamado "Acceler8", para acelerar a construção e o financiamento do projeto, foi implementado, iniciando seis dos oito projetos de construção, incluindo três grandes reservatórios.

Uma economia em mudança também prejudicou o plano. Ele foi aprovado em um ano com um superávit orçamentário recorde, mas o clima mudou drasticamente após os ataques terroristas de 2001. Alguns funcionários estaduais dizem que o plano, que envolve dezenas de projetos de engenharia complexos, também ficou atolado na burocracia federal, vítima de "paralisia de análise".

The New York Times, novembro de 2007
Apesar da boa vontade bipartidária e das declarações sobre a importância dos Everglades, a região ainda permanece em perigo. Manobras políticas continuam a impedir o CERP: lobistas do açúcar promoveram um projeto de lei na legislatura da Flórida em 2003 que aumentou a quantidade aceitável de fósforo nas águas dos Everglades de 10 ppb para 15 ppb e estendeu o prazo para a redução obrigatória em 20 anos. Um compromisso foi alcançado em 2016. Organizações ambientais expressam preocupação de que as tentativas de acelerar algumas construções por meio do Acceler8 sejam politicamente motivadas; os seis projetos que o Acceler8 foca não fornecem mais água para áreas naturais em necessidade desesperada, mas sim para projetos em áreas populosas próximas aos Everglades, sugerindo que a água está sendo desviada para abrir espaço para mais pessoas em um ambiente já sobrecarregado. Embora o Congresso tenha prometido metade dos fundos para a restauração, após o início da Guerra do Iraque e a aposentadoria de dois dos principais apoiadores do CERP no Congresso, o papel federal no CERP permaneceu não cumprido. De acordo com uma matéria no The New York Times, funcionários estaduais dizem que a restauração está perdida em um labirinto de "burocracia federal, vítima de 'paralisia de análise'". Em 2007, a liberação de US$ 2 bilhões para a restauração dos Everglades foi aprovada pelo Congresso, superando o veto do presidente George W. Bush ao Projeto de Desenvolvimento de Água inteiro, do qual o dinheiro fazia parte. O raro veto de Bush foi contra os desejos dos republicanos da Flórida, incluindo seu irmão, o governador Jeb Bush. A falta de ação subsequente do Congresso levou o governador Charlie Crist a viajar para Washington D.C. em fevereiro de 2008 para perguntar sobre os fundos prometidos. Até junho de 2008, o governo federal havia gastado apenas US$ 400 milhões dos US$ 7,8 bilhões legislados.

### Reavaliação do CERP
A Flórida ainda recebe mil novos residentes diariamente, e terras destinadas à restauração e recuperação de pântanos são frequentemente compradas e vendidas antes que o estado tenha a chance de fazer uma oferta. O preço competitivo do mercado imobiliário também o coloca além da capacidade de compra do estado. Como o Estado da Flórida está ajudando na compra de terras e no financiamento da construção, alguns dos programas do CERP são vulneráveis a cortes no orçamento estadual. Em junho de 2008, o governador Crist anunciou que o Estado da Flórida compraria a U.S. Sugar por US$ 1,7 bilhão. A ideia surgiu quando lobistas do açúcar tentavam convencer Crist a relaxar as restrições à prática da U.S. Sugar de bombear água carregada de fósforo para os Everglades. Segundo um dos lobistas, que caracterizou como um "momento óbvio", Crist disse: "Se o açúcar está poluindo os Everglades, e estamos pagando para limpar os Everglades, por que não nos livramos do açúcar?" O maior produtor de cana-de-açúcar dos EUA continuará operando por seis anos, e quando a propriedade for transferida para a Flórida, 187.000 acres (760 km2) dos Everglades permanecerão não desenvolvidos para permitir sua restauração ao estado pré-drenagem.
Em setembro de 2008, o Conselho Nacional de Pesquisa (NRC), uma agência sem fins lucrativos que fornece conselhos científicos e políticos ao governo federal, apresentou um relatório sobre o progresso do CERP. O relatório observou "pouco progresso" na restauração devido a problemas de orçamento, planejamento e burocracia. O relatório chamou os Everglades de um dos "ecossistemas mais preciosos do mundo" que está sendo ainda mais ameaçado pela falta de progresso: "O atraso contínuo na restauração dos Everglades não apenas adiou melhorias — permitiu que o declínio ecológico continuasse". Ele citou o encolhimento das ilhotas de árvores, e o crescimento populacional negativo do ameaçado Rostrhamus sociabilis ou gavião-caramujeiro dos Everglades, e do Ammodramus maritimus mirabilis [en], o pardal-marítimo de Cape Sable. A falta de água chegando ao Parque Nacional Everglades foi caracterizada como "uma das histórias mais desanimadoras" na implementação do plano. O NRC recomendou melhorar o planejamento nos níveis estadual e federal, avaliar cada projeto do CERP anualmente e adquirir mais terras para restauração. A restauração dos Everglades foi destinada a receber US$ 96 milhões em fundos federais como parte do Lei de Recuperação e Reinvestimento Americano de 2009 [en] com a intenção de fornecer empregos de serviço civil e construção, enquanto implementava simultaneamente os projetos de reparação legislados.
Em janeiro de 2010, começaram os trabalhos no canal C-111, construído na década de 1960 para drenar terras agrícolas irrigadas, para reconstruí-lo de modo a evitar o desvio de água do Parque Nacional Everglades. Outros dois projetos focados na restauração também estavam programados para começar em 2010. No mesmo mês, o governador Crist anunciou que US$ 50 milhões seriam destinados à restauração dos Everglades. Em abril do mesmo ano, um juiz de tribunal distrital federal criticou severamente as falhas estaduais e federais em cumprir prazos, descrevendo os esforços de limpeza como retardados por "atraso glacial" e a negligência do governo na aplicação da lei ambiental como "incompreensível".